# Krušni Vrh
Krušni Vrh – wieś w Słowenii, w gminie Trebnje. W 2018 roku liczyła 26 mieszkańców.